# Васильева, Екатерина Владимировна
Екатери́на Влади́мировна Васи́льева (род. 9 сентября 1986, Ленинград) — российская и немецкая фигуристка, выступавшая в одиночном и парном катании. Серебряный призёр Кубка России среди одиночниц (2003). В паре с Александром Смирновым становилась бронзовым призёром Кубка России (2006). Затем совместно с Даниэлем Венде была бронзовым призёром чемпионата Германии (2008). 

## Карьера
Васильева начала заниматься фигурным катанием в 1991 году. Длительное время выступала как одиночница. Входила в состав юниорской сборной России. Четырежды участвовала во взрослом чемпионате России. На чемпионате страны 2003 заняла девятое место, что стало её лучшим результатом. В 2002 году завоевала бронзу в финале Кубка России, а в следующем сезоне стала серебряным призёром данного турнира.
Весной 2005 года перешла в парное катание. Дуэт ей составил Александр Смирнов, с которым выступала под наставничеством Людмилы и Николая Великовых. За это время пара вернулась с серебром с юниорского Гран-при, проходившем в Польше. Затем они в звании чемпионов России среди юниоров выступили на юниорский чемпионат мира, где финишировали шестыми. На взрослом чемпионате и Кубке России оказались шестыми и третьими соответственно.
По окончании единственного совместного сезона дуэт распался. Александр встал в пару с Юко Кавагути, а Екатерина уехала в Германию. В паре с Даниэлем Венде она стала бронзовым призёром чемпионата Германии. Но Немецкий союз конькобежцев не отправил их на чемпионат Европы, поскольку счёл результат, показанный ими, недостаточно хорошим.
После этого Васильева вернулась в Россию и два сезона каталась в паре с Антоном Токаревым. Они тренировались в школе «Воробьевы горы», их тренером была Нина Мозер. Васильева и Токарев дважды стали бронзовыми призёрами этапов Кубка России. Из-за травмы партнёрши дуэт пропустил чемпионат России и выступал без сложных элементов в ледовом шоу Татьяны Тарасовой. В 23 года Васильева завершила соревновательную карьеру и начала тренерскую деятельность.

## Результаты
(В одиночном катании)
| Соревнования                | 99/00                       | 00/01                       | 01/02                       | 02/03                       | 03/04                       | 04/05                       |
| Международные среди юниоров | Международные среди юниоров | Международные среди юниоров | Международные среди юниоров | Международные среди юниоров | Международные среди юниоров | Международные среди юниоров |
| --------------------------- | --------------------------- | --------------------------- | --------------------------- | --------------------------- | --------------------------- | --------------------------- |
| Гран-при Чехии              |                             |                             | 6                           |                             |                             |                             |
| Кубок Ниццы                 |                             | 2                           |                             |                             |                             |                             |
| Национальные                |                             |                             |                             |                             |                             |                             |
| Чемпионат России            |                             |                             | 11                          | 9                           | 12                          | 13                          |
| Финал Кубка России          |                             |                             | 3                           | 2                           |                             |                             |
| ЧР среди юниоров            | 14                          | 13                          | 9                           |                             |                             |                             |

(В паре с Александром Смирновым и Даниэлем Венде)
| Соревнования                | 05/06                       |
| Международные среди юниоров | Международные среди юниоров |
| --------------------------- | --------------------------- |
| Чемпионат мира              | 6                           |
| Гран-при Польши             | 2                           |
| Национальные                |                             |
| Чемпионат России            | 6                           |
| Финал Кубка России          | 3                           |
| ЧР среди юниоров            | 1                           |

| Соревнования       | 07/08 |
| ------------------ | ----- |
| Чемпионат Германии | 3     |